# جمعية الفضاء الوطنية
الجمعية الوطنية للفضاء (NSS) هي منظمة دولية غير ربحية 501 (c) (3) تعليمية وعلمية متخصصة في الدفاع عن الفضاء، وهي عضو في الجمعيات الخيرية الأمريكية المستقلة ومشارك سنوي في الحملة الفيدرالية المشتركة، رؤية المجتمع هي: «الناس الذين يعيشون ويعملون في مجتمعات مزدهرة خارج الأرض، واستخدام الموارد الهائلة للفضاء من أجل تحسين دراماتيكي للبشرية».
يدعم المجتمع رحلات الفضاء البشرية ورحلات الفضاء الروبوتية، من قبل كل من المنظمات العامة (على سبيل المثال، وكالة ناسا ووكالة الفضاء الفيدرالية الروسية والوكالة اليابانية لاستكشاف الفضاء الجوي) والقطاع الخاص (على سبيل المثال، سبيس إكس، بلو أوريجين، فيرجن غالاكتيك، إلخ).

## تاريخ
تأسست الجمعية في الولايات المتحدة في 28 مارس 1987 من خلال اندماج المعهد الوطني للفضاء، الذي تأسس في عام 1974 من قبل الدكتور فيرنر فون براون،  وجمعية إل 5، التي تأسست عام 1975 بناءً على مفاهيم د. جيرارد ك.أونيل.
الجمعية لديها مجلس إدارة متطوع منتخب ومجلس محافظين، رئيس مجلس المحافظين هو العقيد في سلاح الجو الأمريكي كارلتون جونسون (متقاعد)، رئيس مجلس الإدارة هي كيربي إيكين حصلت جمعية الفضاء الوطنية على جائزة «أفضل خمس نجوم في أمريكا» من قبل مؤسسة الجمعيات الخيرية الهندية الأمريكية في عام 2005.
في عام 2014، أطلقت الجمعية الوطنية للفضاء  برنامج مشروع في الفضاء، من أجل إثارة الاهتمام بتعليم الفضاء والعلوم والتكنولوجيا والهندسة والفنون والرياضيات (STEAM)، تخطط مشروع في الفضاء لتصميم وبناء وإطلاق مركبة فضائية مطبوعة ثلاثية الأبعاد في مدار حول الأرض تحمل أكثر من 100 تجربة من (K) إلى طلاب الدراسات العليا فرق. تم التخطيط لإعادة المركبة المدارية إلى الأرض مع التجارب لفرق الطلاب لتحليلها.

## المؤتمر الدولي لتنمية الفضاء
تستضيف الجمعية مؤتمرًا سنويًا لتطوير الفضاء (ISDC) يعقد في المدن الكبرى في جميع أنحاء الولايات المتحدة، غالبًا خلال أو بالقرب من عطلة نهاية الأسبوع في يوم الذكرى.

## شبكة فروع (NSS)

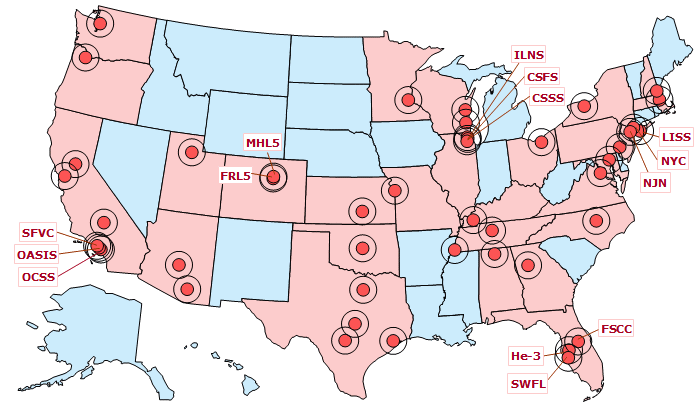
مواقع و "مجال عمل" فصول NSS الحالية في الولايات المتحدة (الصورة من NSS)

كما هو مذكور في كل إصدار ربع سنوي من (Ad Astra)، يوجد عدد كبير من فصول (NSS) حول العالم، قد تخدم الفصول منطقة محلية مثل مدرسة أو مدينة أو بلدة، أو يكون لها اهتمام موضعي أو خاص، مثل نادي الصواريخ أو علم الفلك، أو برنامج التوعية التعليمية المجتمعي، الفصول هي الأجهزة المحيطية للمجتمع من خلال تنظيم الأحداث، والتواصل مع الجمهور بشأن مزايا وفوائد استكشاف الفضاء، والعمل على تثقيف القادة السياسيين.

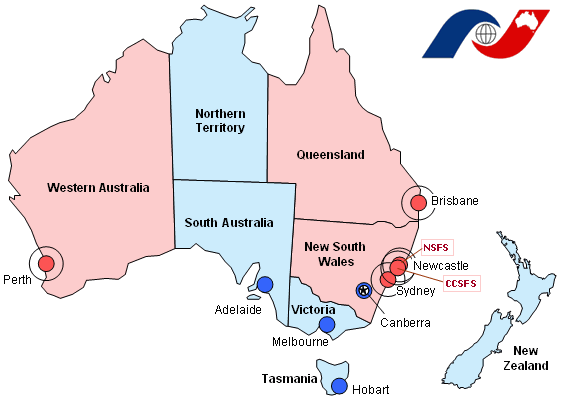
موقع فصول NSS الحالية في أستراليا (الصورة من NSS)

## جمعية الفضاء الوطنية الأسترالية
توجد مجموعة قوية من الفصول في أستراليا. قبل اندماج NSI-L5، كانت جمعية L5 تطور فصولًا حول العالم، وفي أستراليا، تم إنشاء ثلاثة فصول. تم تشكيل «جمعية الصليب الجنوبي L5» في عام 1979، مع مجموعات في سيدني وأديلايد (في عام 1984) وبريسبان (في عام 1986). تقرر في أواخر عام 1989 إنشاء جمعية الفضاء الوطنية الأسترالية (NSSA) والتي يمكن أن تكون بمثابة منظمة شاملة، وقد تم بذل جهود مماثلة في البرازيل وكندا والمكسيك، وكذلك في الدول الأوروبية التي تتمتع بحضور قوي في مجال الطيران. بما في ذلك فرنسا وألمانيا وهولندا.

## الجوائز
تدير الجمعية عددًا من الجوائز يتم تقديمها عادةً خلال المؤتمر الدولي السنوي لتطوير الفضاء الذي تستضيفه (NSS)، تأتي هذه الجوائز تقديراً لجهود المتطوعين الفرديين، وجوائز العمل في فرع (NSS)، وجائزة «رائد الفضاء»،  وجائزتين هامتين يتم تقديمهما في سنوات متعاقبة.

### جائزة روبرت أ.هينلين التذكارية
تُمنح جائزة روبرت أ.هينلين التذكاري في السنوات الزوجية (2004، 2006، إلخ) "لتكريم الأفراد الذين قدموا مساهمات كبيرة مدى الحياة في إنشاء حضارة حرة ترتاد الفضاء.
الفائزون بجائزة هيينلين: 
- 2018 - د.فريمان دايسون [9]
- 2016 - الدكتور جيري بورنيل [10]
- 2014 - إيلون ماسك
- 2012 - الدكتور ستيفن هوكينج
- 2010 - الدكتور بيتر ديامانديس
- 2008 - بيرت روتان
- 2006 - العميد تشارلز إي. "تشاك" ييغر
- 2004 - النقيب. جيمس لوفيل
- 2002 - روبرت زوبرين
- 2000 - نيل ارمسترونج
- 1998 - الدكتور كارل ساجان
- 1996 - د. باز الدرين
- 1994 - د. روبرت هـ. جودارد
- 1992 - جين رودينبيري
- 1990 - د. ويرنر فون براون
- 1988 - السير آرثر سي كلارك
- 1986 - الدكتور جيرارد ك.أونيل

### جائزة (NSS) من براون
تُمنح جائزة (NSS) من براون في السنوات الفردية (1993، 1995، وما إلى ذلك) «لتقدير التميز في الإدارة والقيادة لمشروع متعلق بالفضاء حيث يكون المشروع مهمًا وناجحًا ويكون للمدير ولاء فريق قوي أنشأه هو أو هي». الحائزون على الجوائز تشمل:
الفائزون بجائزة فون براون:
- 2019 - توري برونو
- 2017 - أ.د. يوهان ديتريش وورنر
- 2015 - فريق مشروع كيوريوسيتي روفر
- 2013 - د. أبو بكر زين العابدين عبد الكلام
- 2011 - فريق جاكسا هايابوسا
- 2009 - إيلون ماسك
- 2007 - ستيفن دبليو سكوايرز
- 2005 - بيرت روتان
- 2001 - دونا شيرلي
- 1999 - روبرت سيمنز جونيور
- 1997 - جورج مولر
- 1995 - ماكس هنتر
- 1993 - الدكتور إرنست ستولنجر

### المنح الدراسية وأنشطة الجوائز الأخرى
المنح الدراسية وأنشطة الجوائز الأخرى التي توفرها (NSS) أو تساعد في تضمين الجوائز التالية:
- جوائز رواد الفضاء
- منحة (NSS-ISU) بقيمة 12000 دولار، إلى جامعة الفضاء الدولية الموعد النهائي لتقديم الطلبات هو 31 ديسمبر من كل عام، للدراسة خلال العام التالي تلقى عام 2005 روبرت غينيس من سانت لويس.
- مسابقة (EURISY) الدولية لكتابة الخيال العلمي للشباب، قدمت (NSS) دعمًا أمريكيًا في 2005.
- إذن لمغامرة الفضاء الأحلام للطلاب والمعلمين وأولياء الأمور من مؤسسة حدود الفضاء التي ترعاها NSS جزئيًا.

## الانتماءات
جمعية الفضاء الوطنية هي منظمة تحالف لـ (مجتمع ميد فور إم)، و (تحالف استكشاف الفضاء نسخة محفوظة 5 أكتوبر 2016 على موقع واي باك مشين.)، لدعم المبادرات التعليمية والتواصل مع (NSS)، وعضو تنفيذي مؤسس في التحالف من أجل تطوير الفضاء.

## روابط خارجية
- الموقع الرسمي
- Ad Astra («إلى النجوم») مجلة الجمعية الوطنية للفضاء
- جمعية الجزيرة الأولى نسخة محفوظة 28 أغسطس 2005 على موقع واي باك مشين.، أرشيف مؤتمرات